# レイフ・ギャレット
レイフ・ギャレット（Leif Garrett, 1961年11月8日 - ）は、アメリカ合衆国・カリフォルニア州ハリウッド出身の俳優、歌手。1970年代後半から1980年代初頭にかけて世界的にアイドルとして人気を博した。

## 来歴
1961年、スタントマン兼俳優でカメラ・オペレーターでもあるリック・ネルヴィークと女優兼衣裳デザイナーのキャロリン・ステラーの間に生まれる。5歳の時に父親の暴力が原因で両親は離婚し、母親に引き取られた。
5歳から妹のドーン・リン（1963年 - ）とともに子役として活動を開始した。主人公の息子役で出演した『ウォーキング・トール』（1973年）で注目されるが、アイドルとなるきっかけは1975年のCBSのテレビドラマシリーズ『Three for the Road』で主人公の息子役を演じたことで、視聴率の低い番組ではあったものの、少女たちからギャレット宛にファンレターが殺到。この人気に音楽業界が注目し、男性アイドル歌手として当時人気絶頂だったショーン・キャシディのプロデューサーだったマイケル・ロイドと契約し、アトランティック・レコードからレコード・デビューした。
3枚目のシングル「Surfin' U.S.A. 」がBillboard Hot 100で20位、オーストラリアで2位、西ドイツで6位、スイスで4位のヒットとなったことを皮切りにコンスタントにBillboard Hot 100入りを果たすようになった。とりわけ西ヨーロッパとオーストラリアで人気が沸騰し、西ドイツでは芸能雑誌が1978年に一番活躍した歌手に贈る賞の金賞を受賞した。1978年11月発売の「I Was Made for Dancin’」（邦題：「ダンスに夢中」）はBillboard Hot 100で10位、オーストラリアで2位、イギリスで4位、日本のオリコンでは総合チャートで最高位12位を記録した。日本ではギャレットが出演したナビスコ・アイダホポテトスティックのCMに使用されたことから大ヒットし、1979年のオリコン年間チャートで31位、35万7千枚の売り上げを記録した。オリコン洋楽シングルチャートでは1979年4月2日付から通算14週1位を獲得、1979年の年間チャート洋楽部門にて1位を記録した。同時期に発売したアルバム「Feel The Need」からシングルカットされたタイトル曲のB面曲「NEW YORK CITY NIGHTS」は後に田原俊彦によってデビュー曲「哀愁でいと」としてカバーされ、田原バージョンの大ヒットを受け、AB面を逆にして再びプロモーションされオリコンで最高76位を記録した。
1979年4月3日には自身の冠ショー『Leif』がCBSで放映され、ブルック・シールズやマイケル・ロイド・プロデュースでアメリカ進出を遂げたばかりのピンク・レディーがゲスト出演した。その模様は日本でも日本テレビの『NTVザ・ヒット! ピンク百発百中』で放送された。しかし世界的にアイドルとして人気絶頂の1979年11月3日に麻薬吸引と飲酒が原因で起こした交通事故がきっかけで人気は下降。更に本人があからさまにティーン・アイドルのイメージを嫌い始めフィアンセのニコレット・シェリダンとのセミヌード写真を公開したことなども相まって、都倉俊一とジョン・ダンドレアの共同プロデュースによる1981年のアルバム「My Movie Of You」を最後にアトランティック・レコードからのレコードのリリースはなくなった。俳優業に戻ったが、『アウトサイダー』、『The Spirit of '76』（日本未公開）以外では役や作品の質に恵まれなかった。
その後はヘロイン中毒に苦しみ、1990年代には映画、テレビドラマに出演する機会が少なくなった。1990年代後半以降は1970年代を回顧する番組への出演や司会、過去に人気があった有名人が出演するリアリティ番組に出演しながらも、徐々に音楽活動に復帰しており、2000年にはオルタナティブ・ロックバンドのメルヴィンズのアルバムThe Crybabyの中でニルヴァーナのSmells Like Teen Spiritのカバーでゲスト・ヴォーカルを務めている。
また他方では、クリスチャン・ロックや1960年代から1970年代のアイドルを集めたフェスティバルといったようなライブやアルバム制作を行っている。
2019年に自伝Idol Truthを刊行した。

## 私生活
1978年から1979年にかけて、ティーン雑誌上などでクリスティ・マクニコルやブルック・シールズ、テータム・オニールとデートしたり、交際をほのめかす発言をすることがあった。テータム・オニールとは彼女の兄弟を含めて非常に親しく、交際が終わった後も日常的に遊び仲間として付き合っていたという。1979年から1985年はニコレット・シェリダンと正式に交際し、同棲していたことで知られる。1980年にブラッド・エルターマンによって撮られたシェリダンとの写真はこの時代を代表するポートレイト写真として有名である。その後はテレビ女優のジャスティン・ベイトマン、エレイン・ブリスタッドらと交際していた。
1986年にサイエントロジーに入信し、サイエントロジーのアルバムでジョン・トラヴォルタ、フランク・スタローンらとともにリード・ヴォーカルとして参加した。しかし、1992年に脱会している。
麻薬で数回の逮捕歴がある。

## その他
- 麻薬を覚えたのはマネージャーに連れて行かれたディスコで、15歳の頃だった、とテレビ番組『バイオグラフィー』で語り[1]、2013年にトラブルメーカーとして知られるアイドルのジャスティン・ビーバーと自身が比較されることが多いことに関して、「彼は自分の意思を仕事に反映しているし、大きな事業も成し遂げているし、時代も違うが」と前置きしながらも、自身の体験として「側近も含めて、胡散臭い人間が集まってきた」、「下らないティーンエイジャー向けのバブルガム・ポップを自身の意思とは関係なく歌わされ続け、儲けたのは彼らばかりだった。結局ティーン・アイドルの寿命なんてせいぜい5年だ」とかつてのティーン・アイドル時代を告白している[8]。その彼の最後のアルバムをプロデュースした都倉俊一は週刊新潮のエッセイでレコーディングの時のギャレットの態度について「ガールフレンドを連れて来て膝に乗せて歌っていた」と書いている。また、あまりに歌がひどいので「影武者」を使ったり、機械で調整していたという。都倉が呼ばれた理由は影武者の中により高い報酬を求めるものがいたので収拾がつかなくなり、スタッフを一新するためだったという[13]。後にギャレット本人もレコードでは自身のボーカルではなく別人の歌を使われていたことを自伝やインタビューで明かしている[14]。
- スペインの作家イグナシオ・エルゲロ・デ・オラビデは2014年にLeif Garrett en el dormitorio de mi hermana（「妹の部屋のレイフ・ギャレット」）、という作品を刊行している。内容はギャレットのポスターを部屋に貼っていた少女と兄の1970年代後半の青春物語で、ギャレットをタイトルに冠した理由は「あの時代と、あの時代のティーンエイジャーの象徴だったから」だという[15]。